# Nationalpark Ängsö
Der schwedische Nationalpark Ängsö liegt auf einer Insel im Stockholmer Schärengarten. Er wurde am 24. Mai 1909 ausgewiesen und zählt damit zu den neun ältesten Nationalparks in Europa. Von dem 168 ha großen Schutzgebiet sind 93 ha Wasserflächen.
Im 17. Jahrhundert befanden sich hier zwei Inseln, die aufgrund der Landhebung zusammenwuchsen und landwirtschaftlich genutzt wurden. Durch die Unterschutzstellung als Nationalpark wird das vom Menschen geprägte Weide- und Wiesenland in einem Zustand erhalten, wie er für das 19. Jahrhundert typisch war.
Die Flora des Gebietes zeigt noch die für die damalige Zeit üblich artenreiche Flora. Gerade im Frühjahr beeindruckt der Blütenreichtum des Gebietes.
Die Insel weist ein reiches Vogelleben auf, manchmal sind auch Fisch- und Seeadler zu sehen.
Der Nationalpark ist nur auf dem Wasserweg zu erreichen.